# Hestroff
Hestroff település Franciaországban, Moselle megyében. Lakosainak száma 479 fő (2022. január 1.). Hestroff Anzeling, Chémery-les-Deux, Ébersviller, Gomelange, Piblange és Saint-Hubert községekkel határos.

## Népesség
A település népességének változása:
| Lakosok száma | 368  | 346  | 380  | 389  | 459  | 460  | 449  | 466  | 474  | 479  |
|               | 1968 | 1982 | 1990 | 2006 | 2013 | 2015 | 2017 | 2019 | 2020 | 2022 |